# Ma Ying-jeou
Ma Ying-jeou (Trad. Chinees: 馬英九) (Kowloon, 13 juli 1950) is een Taiwanees politicus en voormalig partijleider van de Kwomintang. Van 2008 tot 2016 was hij de president van de republiek China (Taiwan).

## Biografie
Ma Ying-jeou's vader was een Kwomintang-soldaat die na de oprichting van Volksrepubliek China naar Hongkong vluchtte. Toen hij ongeveer acht jaar oud was, verhuisde zijn familie naar Taiwan. Toen hij twintig was ging hij aan de Amerikaanse universiteit Harvard studeren. In 1977 trouwde hij met een Chinese medestudente van Harvard. Hij is ook een alumnus van de Nationale universiteit van Taiwan. Hij heeft na zijn verhuizing naar Taiwan nog drie keer Hongkong bezocht.
In 1988 werd Ma minister van Onderzoek en Ontwikkeling in de Taiwanese regering. Tussen 1993 en 1996 was hij minister van Justitie onder premier Lien Chan. In 1998 werd hij verkozen tot burgemeester van Taipei, een ambt dat hij acht jaar zou bekleden. In 2005 werd hij benoemd tot voorzitter van de Kwomintang (KMT), maar hij trad af nadat hij officieel werd aangeklaagd vanwege corruptie. Hij is daarvoor echter meerdere malen vrijgesproken.

### President van Taiwan
In 2008 was Ma Ying-jeou namens de Kwomintang presidentskandidaat voor de presidentsverkiezingen 2008 van de Republiek China. Zijn tegenstander was Frank Hsieh van de Democratische Progressieve Partij (DPP). De verkiezingen won Ma uiteindelijk ruim, met 58% van het totaal aantal uitgebrachte stemmen. Ma zocht als president meer toenadering met het vasteland van China en wilde met name nauwere economische banden aangaan.
Bij de presidentsverkiezingen van 2012 werd Ma herkozen voor een tweede termijn als president van de Republiek China.
Op 7 november 2015 hadden de Chinese president Xi Jinping en Ma Ying-jeou een ontmoeting met elkaar in Singapore. Dit was voor de eerste keer sinds het einde van de Chinese Burgeroorlog in 1949 dat de twee landen elkaar op het hoogste niveau spraken. De staatshoofden tekenden geen overeenkomsten en legden geen verklaringen af. De relatie tussen beide landen verbeterde door de inzet van Ma enigszins.
Bij de presidentsverkiezingen van 2016 mocht Ma zich na twee uitgediende ambtstermijnen niet nogmaals herkiesbaar stellen. De KMT schoof hierop partijvoorzitter Eric Chu naar voren, maar hij verloor de verkiezingen van Tsai Ing-wen (DPP), die het presidentschap op 20 mei 2016 van Ma overnam.